# Lae Motong
Lae Motong is een bestuurslaag in het regentschap Subulussalam van de provincie Atjeh, Indonesië. Lae Motong telt 1040 inwoners (volkstelling 2010).